# Aisin Seiki
Aisin Seiki Co., Ltd. (アイシン精機株式会社 Aishin Seiki Kabushiki Kaisha?) , cunoscută și sub denumirea de Aisin, este o corporație japoneză care dezvoltă și produce componente și sisteme pentru industria auto. Aisin este o companie Fortune Global 500, clasată pe locul 329 în clasamentul anului 2018. Aisin este deținută în proporție de 30% de companiile Toyota Group.
Aisin Seiki a fost fondată în 1949 și furnizează motor, tracțiune, caroserie și șasiu, aftermarket și alte piese auto principale pentru diverse OEM-uri mari. Pe lângă participarea pe piețele auto, Aisin oferă și produse de viață și amenajare (de exemplu, mobilă și mașini de cusut), sisteme energetice, produse de bunăstare și alte produse / servicii.
Există diverse „mărci” din exploatație, generate de companiile care au primit recunoaștere în domeniul lor de specializare:
- Aisin AW (fosta Aisin-Warner; Joint Venture cu BorgWarner încheiat în 1987) - transmisii automate
- Aisin AI - transmisii manuale
- Advics, Hosei - frâne
- IMRA America - Lasere Femtosecond; cercetarea și aplicarea bateriilor

## Legături externe
- Aisin Japanese site Arhivat în 26 septembrie 2015, la Wayback Machine., Aisin English site, Aisin Worldwide site, Aisin Europe site, Aisin AW Arhivat în 9 octombrie 2015, la Wayback Machine., and Aisin Aftermarket Europe
- Toyota Home Sewing - Aisin
- „Company history books (Shashi)”. Shashi Interest Group. aprilie 2016. Wiki collection of bibliographic works on Aisin Seiki